# Pavel Kikinčuk
Pavel Kikinčuk (* 27. října 1959 Hradec Králové) je český herec, známý především z filmu režiséra Zdeňka Trošky Slunce, seno, jahody, kde ztvárnil hlavní roli studenta Šimona Pláničky, či z trilogie Babovřesky, kde ztvárnil roli starosty Karla Stehlíka.

## Životopis
V mládí studoval na gymnáziu a hrál v ochotnickém divadle Vítězný únor, který vedl herec Vladimír Kettner. Po gymnáziu vystudoval v roce 1983 činoherní herectví na Janáčkově akademii múzických umění v Brně. Po dokončení byl angažován do Divadla Josefa Kajetána Tyla v Plzni, kde působil do roku 1999. Poté přestoupil do Činoherního klubu v Praze.
Přestože je jeho kariéra zaměřena více na divadelní tvorbu, objevil se i v televizi a ve filmu. V televizi se poprvé objevil v roce 1982 ve filmu Sázička pro štěstí. Po ní v roce 1983 dostal hlavní roli ve filmu Slunce, seno, jahody. V dalších letech se na televizních obrazovkách vyskytoval jen sporadicky, spíše ve vedlejších rolích, například ve filmu Byl jednou jeden polda. V roce 2007 vystupoval také v satirickém pořadu Tele Tele. Větší role přišla v roce 2008 v pohádce Nejkrásnější hádanka režiséra Zdeňka Trošky, kde ztvárnil zápornou roli lakotného hofmistra. Další příležitost přišla v roce 2010 ve filmu Okresní přebor a v roce 2013 si zahrál v komedii Babovřesky, kde ztvárnil roli starosty Stehlíka.
Jeho rodina žije v Plzni[zdroj⁠?!], jeho manželka Jindřiška je principálkou plzeňského šantánového a kabaretního divadla Pluto. Společně s manželem si zahrála v komedii Babovřesky, kde ztvárnila důchodkyni Boženu Němcovou. Spolu mají dceru Kamilu, která vystupuje v plzeňském Divadle Josefa Kajetána Tyla. Účinkovala např. ve hře Antonína Procházky Kouzlo 4D v postavě Aurélie či v Molièrově hře Lakomec, kde alternovala postavu Mariany.

## Filmografie, výběr

### Divadelní role
- Alexandr Nikolajevič Ostrovskij: I chytrák se spálí, Glumov
- Antonín Procházka: Klíče na neděli
- Georges Feydeau: Brouk v hlavě, Viktor Emanuel Champsboisy
- Ken Kesey: Přelet nad kukaččím hnízdem, Billy Bibbit
- Pavel Kohout: Nuly, Bohouš
- Jean-Paul Sartre: S vyloučením veřejnosti, Garcin
- Henrik Ibsen: Heda Gablerová, Jørgen Tesman
- Molière: Misantrop, Oront
- Molière: Amfitryon, Merkur

### Filmové role
- 1983 Slunce, seno, jahody
- 1990 Král kolonád
- 1993 Konec básníků v Čechách
- 1995 Byl jednou jeden polda
- 2002 Děvčátko
- 2008 Nejkrásnější hádanka
- 2009 Normal
- 2012 Ententýky
- 2012 Okresní přebor – Poslední zápas Pepika Hnátka
- 2013 Babovřesky
- 2014 Babovřesky 2
- 2015 Babovřesky 3
- 2015–2016 Ordinace v růžové zahradě 2
- 2016 Ostravak Ostravski